# Jerzy Marcin Lubomirski
Jerzy Marcin Lubomirski, né le 24 octobre 1738 et mort le 27 juin 1811, membre de la famille princière des Lubomirski, est un officier, aventurier et homme politique polonais, rallié à la Confédération de Bar (1768-1772), général de l'armée de la Couronne (1773), commandant du 11e régiment de grenadiers (pl) (1775).

## Biographie
Jerzy Marcin Lubomirski est le fils d'Antoni Benedykt Lubomirski (1718-1761) et d'Anna Zofia Ożarowska.
En 1758, pendant la guerre de Sept Ans, il sert dans l'armée prussienne, puis passe dans l'armée russe. Chef d'un groupe d'aventuriers pratiquant le pillage, il est arrêté et condamné à mort, mais sa peine est commuée en emprisonnement, puis il est exilé.
En 1761, après la mort de son père, il hérite de ses propriétés de Polonne, Międzyrzec Podlaski, Liubare et autres lieux.
Au moment de la Confédération de Bar (1768-1772), il participe aux combats contre les troupes russes, alliées au roi Stanislas II Auguste, et pille la province de Cracovie. De nouveau arrêté, il est condamné à la prison à vie, puis à 15 ans de forteresse. Incarcéré en Hongrie (alors dépendance des Habsbourg d'Autriche), il bénéficie d'une libération anticipée en échange de son mariage avec la fille du commandant de la forteresse, et rentre en Pologne.
En 1773, il participe à la Diète de Partition, chargée d'entériner le premier partage de la Pologne (1772). L'ambassadeur russe Otto Magnus von Stackelberg le fait nommer membre du Conseil permanent. Il est aussi nommé général de l'armée de la Couronne.
En 1774, il hérite des biens de son oncle Franciszek Ferdynand Lubomirski, mais va rapidement dilapider sa fortune, perdant aux cartes le château de Janowiec (en).
En 1775 il est nommé commandant du 11e régiment de grenadiers (pl).
Lors de la Diète de 1776, il est député de la province de Kiev.
Retiré ensuite de la vie politique, il organise un certain nombre de concerts, banquets et réunions. Grand amateur de musique et de théâtre, il finance une école de ballet qui forme jusqu'à 1000 élèves.

## Mariage et descendance
En 1765, il épouse Anna Maria Hadik Futak. Ils ont eu pour enfants:
- Józefa Lubomirska (1764-1851)
- Marianna Lubomirska (1766-1810)
- Łucja Franciszka Lubomirska (1770-1811), épouse de Jerzy Janusz Tyszkiewicz
- Antoni Lubomirski (?-1700)
- Stanisław Antoni Lubomirski (1778-1780)

Après son divorce en 1784, il épouse Honorata Stemkovska ; puis, en troisièmes noces, Tekla Labencka.

## Sources
- (pl) Cet article est partiellement ou en totalité issu de l’article de Wikipédia en polonais intitulé « Jerzy Marcin Lubomirski » (voir la liste des auteurs).